# Інститут геохімії навколишнього середовища НАН України
Держа́вна устано́ва «Інститу́т ге́охімі́ї навко́лишнього середо́вища НАН Украї́ни» — провідний український інститут з питань геохімії, рудоутворення, металогенії і, проблем поводження з радіоактивними відходами. 
До 2012 року мав назву Державна установа «Інститут геохімії навколишнього середовища Національної Академії Наук та Міністерства надзвичайних ситуацій України». Рішення про створення Наукового центру радіогеохімії навколишнього середовища подвійного підпорядкування НАН України та Мінчорнобиля України було прийнято постановою бюро Президії НАН України від 29 грудня 1995 року. За № 347-Б. 4 січня 1996 року було підписано спільний наказ НАН України і Міністерства України у справах захисту населення від наслідків аварії на Чорнобильській АЕС про створення Державного наукового центру радіогеохімії навколишнього середовища на базі двох відділень Інституту геохімії, мінералогії і рудоутворення НАН України: відділення радіогеохімії навколишнього середовища та відділення металогенії. Наказ підписали: від НАН України — Президент НАН України, академік НАН України Б. Є. Патон, а від Мінчорнобиля — в. о. Міністра України у справах захисту населення від наслідків аварії на ЧАЕС В. І. Холоша.

## Напрямки діяльності
Центр створено з метою організації, координації наукових досліджень та проведення науково-виробничих робіт, спрямованих на встановлення закономірностей поведінки радіонуклідів та хімічних елементів природного і техногенного походження в навколишньому середовищі, створення бази даних наукових робіт з цих питань, підготовки рекомендацій по оздоровленню екологічної ситуації в Україні, включаючи питання реабілітації і дезактивації Зони відчуження ЧАЕС та інших територій, що зазнали шкідливого впливу від техногенних аварій та природних катастроф з метою повернення її в народне господарство; наукового супроводження геологорозвідувальних та вишукувальних робіт щодо технологічних розробок уранової промисловості і поводження з радіоактивними відходами (РАВ), зберігання і захоронення РАВ у глибоких геологічних формаціях, вирішення комплексних питань геології та моніторингу навколишнього середовища (атмосфера, гідросфера, літосфера, біосфера) для народногосподарських потреб МНС України.
ІГНС бере участь у координації наукової діяльності інститутів НАН України в межах науково-технічної програми НАН України по ліквідації наслідків Чорнобильської катастрофи і є головною організацією в Україні з проблем поводження з радіоактивними відходами та реабілітації забруднених територій. Координаційна діяльність з цих проблем здійснюється за розробленою в 1996 році та оновленою в 1999 році і затвердженою Кабінетом Міністрів України Комплексною програмою поводження з радіоактивними відходами (Постанова КМ України від 05.04.99 р. за № 542).
Основними науковими напрямами Інституту, які затверджено Президією НАН України, є:
1. Геохімія, радіогеохімія і космохімія.
2. Техногенно-екологічна безпека.
3. Рудоутворення і мінерагенія.

За цими напрямами проводяться фундаментальні та прикладні дослідження для вирішення таких проблем:
- геохімічні основи формування ноосфери;
- геохімія техногенезу;
- космоекологія і метеоритика;
- моделювання геологічних і геохімічних процесів;
- реабілітація забруднених територій та дезактивація техногенних об'єктів;
- оцінка та прогноз екологічного стану довкілля та екоінформатика;
- комплексні проблеми екологічної безпеки та прогнозування виникнення надзвичайних ситуацій;
- екологічні та соціально-економічні аспекти використання забруднених територій;
- переробка, зберігання та поховання радіоактивних і небезпечних відходів;
- геологія мінеральних ресурсів України, в тому числі сировини для атомної енергетики та рідкісних і дорогоцінних металів;
- вдосконалення методів пошуків і розробки уранових та комплексних родовищ в Україні;
- науковий супровід геологічних і радіогеохімічних проблем ядерного паливного циклу.

ІГНС має тісні міжнародні наукові контакти. За участю чл.—кор. НАН України та РАН Куліша Є. О. Реалізовано вступ України у Міжнародний союз геологічних наук (серпень 1996 p., м. Пекін, КНР). Підтримується тісне наукове співробітництво з Далекосхідним центром РАН (Росія) з проблем «Геологія і металогенія Далекого Сходу».
Наукове співробітництво з іноземними установами здійснювалось через виконання міжнародних проектів (TACIS, INTAS, КЕС, УНТЦ). Загалом за 1996–2000 pp. виконувалось 10 міжнародних проектів.

## Структура
Постановою Президії НАН України від 12.07.2000 року № 208 Державний науковий центр радіогеохімії навколишнього середовища було перейменовано в Інститут геохімії навколишнього середовища (ІГНС) НАН та МНС України. На момент створення Центру в його структурі було 8 наукових відділів, а на 2005 рік — 11:
- ядерної геохімії та космохімії;
- термодинаміки геосфер;
- космоекології і космічної мінералогії;
- проблем екологічної безпеки;
- радіогеохімії екосистем;
- біогеохімії;
- екологічної геології;
- геохімії техногенезу;
- металогенії та мінеральних ресурсів;
- геохімії урану та супутніх елементів;
- ядерно-фізичних технологій.

ІГНС має дві спеціалізовані вчені ради по захисту докторських дисертацій із спеціальностей:
- техногенна безпека держави (21.06.01);
- геологія металевих і неметалевих корисних копалин (04.00.11);
- економічна геологія (04.00.19).

На базі інституту діє Міжвідомча наукова рада з проблем поводження з РАВ та Комітет по метеоритах відділення наук про Землю Президії НАН України. При ІГНС діють два підприємства, у заснуванні яких брав участь Центр. Це — Київське науково-виробниче об'єднання «Екологічні технології та нормативи» та державне мале підприємство «Екоінформ». Загальна кількість працівників Центру на 2004 р. становить 190 осіб. Із них наукових працівників — 70, у тому числі 14 докторів наук (з них — 1 академік і 3 члени-кореспонденти НАН України), 39 кандидатів наук. Підготовка наукових кадрів здійснюється через докторантуру та аспірантуру.

## Директори
- 1996—2013 — Емлен Володимирович Соботович;
- 2013—2018 — Георгій Віталійович Лисиченко;
- від 2018 — Юрій Леонідович Забулонов.

## Відомі науковці
- Куліш Євген Олексійович (1931-2010) - академік НАНУ